# Scopula rubriceps
Scopula rubriceps là một loài bướm đêm trong họ Geometridae.